# Мессьє 60
Мессьє 60 (інші позначення М60 та NGC 4649) — еліптична галактика в сузір'ї Діви, віддалена приблизно на 55 мільйонів св. років від Землі.

## Відкриття
Відкрита Іоганом Кохлером 11 квітня 1779 року.

## Цікаві характеристики

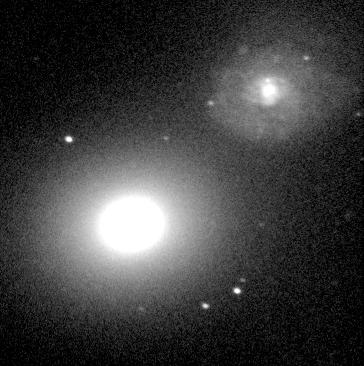
M60 та NGC 4647

У центрі М60 біла знайдена чорна діра масою в 4,5 мільярдів сонячних мас, це одна з найбільших коли-небудь знайдених чорних дір.
В Мессьє 60 також спостерігалася наднова — SN 2004W.

## Спостереження

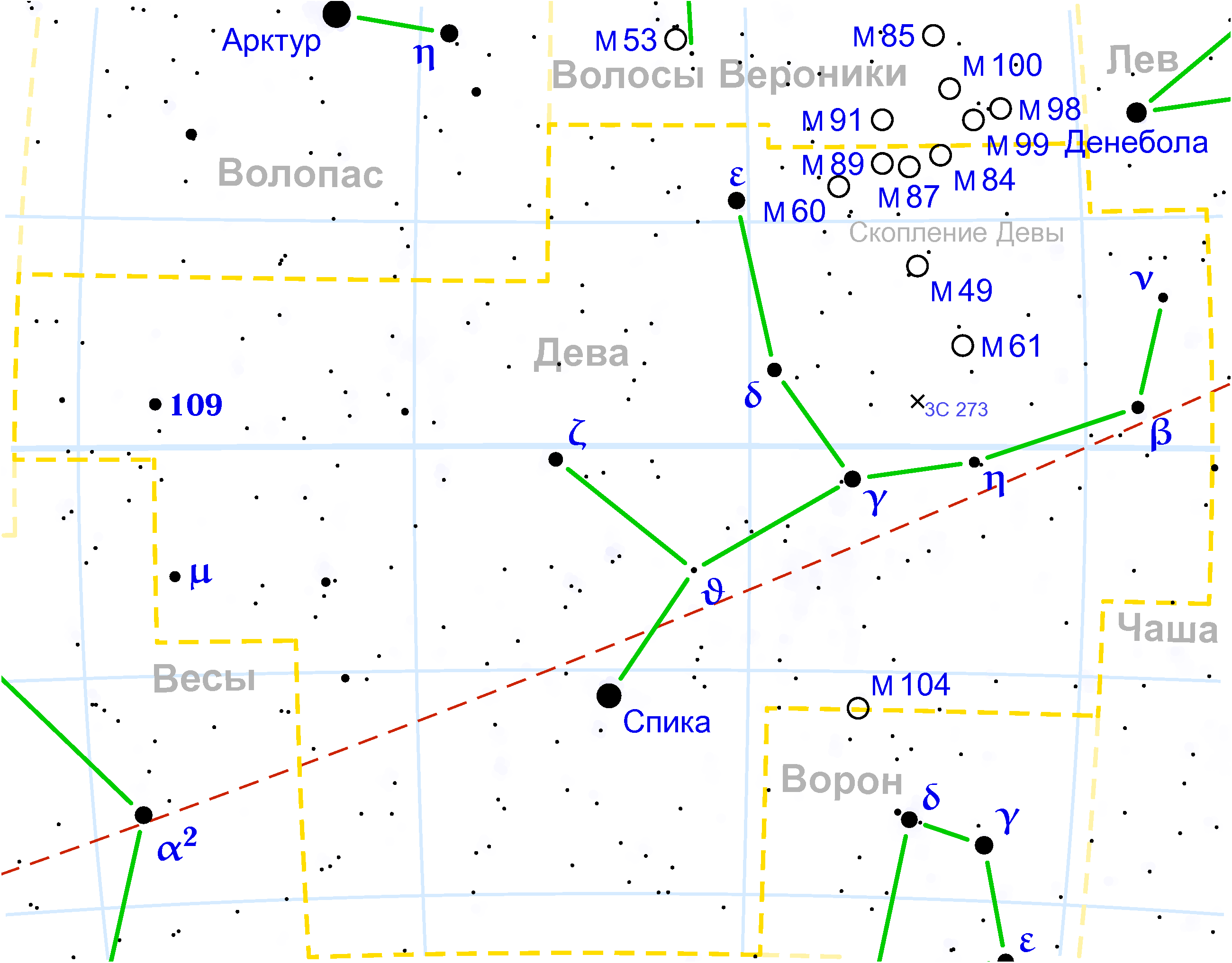
M59 в сузір'ї Діви.

Ця еліптична галактика — один з найяскравіших членів знаменитого скупчення галактик в Діві. У самий невеликий аматорський телескоп вона видна по сусідству з M59 як округла дифузна пляма. Темної весняної ночі її неважко знайти приблизно в півтора градусах на північ від ρ Діви, на схід від центру скупчення.
У аматорський телескоп середньої апертури (200—250 мм) в першу чергу звертає на себе увагу її близький супутник — галактика NGC 4647 яскравістю 11.4m, видима майже глазом. Пара М 60 / NGC 4647 — дуже близька і видно майже як нулики 8-ки. Крім M60 і NGC 4647, при добрих умовах спостереження (безмісячна ясна ніч далеко від міської засвітки) поблизу М60 видно помірно тьмяні (11m) компактні галактики: NGC 4638 в 12 кутових хвилинах на схід-південно-схід і NGC 4660 в 25 кутових хвилинах на південний захід.

### Сусіди по небу з каталогу Мессьє
- M59 (в 20 кутових хвилинах на захід) — витягнута галактика;
- M58 (ще далі на захід) — помірно яскрава галактика;
- M49 (на північний захід) — гігантська еліптична галактика, найяскравіша в скупченні.

### Послідовність спостереження на «Марафоні Мессьє»
… М64 → М85 →М60 → М59 → М58 …

## Навігатори
Координати:  12г 43м 39.6с, +11° 33′ 09″